# Alexander Iwanowitsch Wojeikow

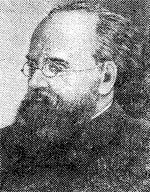
Alexander Iwanowitsch Woeikow

Alexander Iwanowitsch Wojeikow (russisch Александр Иванович Воейков; * 20. Mai 1842 in Moskau; † 1916) war ein russischer Reisender und Meteorologe.
Wojeikow studierte Naturwissenschaften in Sankt Petersburg, Heidelberg, Berlin und Göttingen, besuchte 1868–70 die wichtigsten meteorologischen Institutionen Europas, bereiste wiederholt den Kaukasus und verbrachte die Winter 1870–72 als Sekretär der meteorologischen Kommission der Russischen Geographischen Gesellschaft in Petersburg hauptsächlich mit der Bearbeitung der Beobachtungen über Regen und Gewitter. 1873–75 bereiste er ganz Amerika von Manitoba bis Rio de Janeiro, während welcher Tour er seine »Winds of the globe« ausarbeitete, darauf bis Januar 1877 Indien, Java und Japan. Seit 1882 wirkte er als Professor der physikalischen Geographie an der Universität in St. Petersburg. 1910 wurde zum korrespondierenden Mitglied der Petersburger Akademie der Wissenschaften gewählt. In deutscher Sprache veröffentlichte er außer einer Reihe von Abhandlungen in verschiedenen Zeitschriften:
- »Die atmosphärische Zirkulation« (in den Ergänzungen zu »Petermanns Mitteilungen«, Gotha 1874) und
- »Die Klimate der Erde« (Jena 1887)
- »Der Einfluß einer Schneedecke auf Boden, Klima und Wetter« (Wien 1889).

Wojeikow war zudem Sekretär der Vegetarischen Gesellschaft St. Petersburg. In Antarktika tragen das Wojeikow-Schelfeis und der Nunatak Gora Voejkova seinen Namen.